# Изложба „Цртеж и мала пластика” (1990)
Изложба „Цртеж и мала пластика” се одржала у периоду од 19. јануара до 12. фебруара 1990. године у Уметничком павиљону „Цвијета Зузорић” у Београду.

## Уметнички савет
Избор радова за изложбу је обавио Уметнички савет Удружења ликовних уметника Србије.

## Излагачи

### Цртеж
1. Драгица Антонијевић
2. Жељко Бјелица
3. Мирослав Бата Благојевић
4. Љиљана Блажеска
5. Драган Буљугић
6. Јелена Буторац
7. Селена Вицковић
8. Снежана Вјештица
9. Драган Н. Влајић
10. Предраг Вукићевић
11. Лудвик Винсент Гадомски
12. Јордан Гелевски
13. Ђорђе Голубовић
14. Душан Ђокић
15. Стојанка Ђорђић
16. Миленко Жарковић
17. Синиша Жикић
18. Јале Љубодраг Јанковић
19. Весна Јаношевић
20. Вук Јевремовић
21. Драгана Јовчић
22. Маријана Каралић
23. Божидар Кићевић
24. Божидар Ковачевић
25. Милинко Коковић
26. Милутин Копања
27. Анастасија Краљић
28. Мирјана Крстевска Марић
29. Александар Дарко Лазић
30. Јања Марић
31. Зоран Марјановић
32. Вукосава Теофановић Мијатовић
33. Бранимир Мијушковић
34. Предраг Фердо Микалачки
35. Драгана Милисављевић
36. Живорад Милошевић
37. Савета Михић
38. Мирољуб Д. Мишковић
39. Жељка Момиров
40. Мирко Најдановић
41. Зоран Насковски
42. Деана Настић
43. Зоран Настић
44. Весна Павићевић Недовић
45. Љубица Николић
46. Ненад Николић
47. Славиша Панић
48. Гордана Петровић
49. Миломирка Петровић
50. Александар Саша Поповић
51. Милан Поповић
52. Дејан Попов
53. Раде Првуловић
54. Кемал Рамујкић
55. Саша Рајовић
56. Едвина Романовић
57. Јовица Стевановић
58. Милица Стевановић
59. Тодор Стевановић
60. Мића Стоиљковић
61. Миодраг Стојановић
62. Стеван Стојановић
63. Лепосава Туфегџић
64. Биљана Црнчанин

### Мала пластика
1. Бошко Атанацковић
2. Миливоје Богосављевић
3. Милан Жунић
4. Марко Кратохвил
5. Велизар Крстић
6. Љубиша Манчић
7. Мице Попчев
8. Тамара Ракић
9. Милан П. Ракочевић
10. Балша Рајчевић
11. Мира Сандић
12. Мирољуб Стаменковић
13. Власта Филиповић
14. Сава Халугин